# Bataille d'Arras (1940)
Pour les articles homonymes, voir Bataille d'Arras.
Seconde Guerre mondiale,
Bataille de France
Batailles
- Drôle de guerre
- Évacuation des civils de la ligne Maginot
- Mobilisation
- Offensive de la Sarre
- Baie de Heligoland
- Incident de Mechelen
- Plan Jaune
- Plan Dyle
- Luxembourg
- Ében-Émael
- Hannut

- Sedan
- Dinant
- Monthermé
- Givet
- La Horgne
- Gembloux
- Flavion
- Louvain
- Charleroi

- Stonne
- Montcornet
- La Sambre
- Arras

- L'Escaut
- Amiens
- La Lys
- Massacre de Vinkt
- Boulogne-sur-Mer
- Calais
- Poche de Lille
- Massacre du Paradis
- Abbeville
- Dunkerque
- Capitulation belge

- L'Aisne
- L'Ailette
- Opération Paula
- l’Exode
- Pont-de-l'Arche
- Opération Cycle
- Opération Ariel

- Les Alpes
- Vallon du Seuil
- Bombardement de Toulon
- Opération Vado
- La Loire
- Saumur
- La vallée du Rhône
- Bombardements de Marseille
- Menton (Pont-Saint-Louis)
- Combats aériens en Suisse
- Armistice du 22 juin

La bataille d'Arras s'est déroulée le 21 mai 1940 durant la bataille de France entre les armées franco-britanniques et la Wehrmacht. Les Alliés rencontrèrent un succès mitigé.
La contre-attaque d'Arras était une tentative alliée de contrecarrer l'avancée allemande qui se dirigeait vers le nord de la France. 
En mai 1940, pendant la première partie du Westfeldzug, l'armée allemande (Wehrmacht) avait envahi une partie du nord-est de la France. Le 18 mai, Cambrai tombe aux mains des Allemands ainsi que Saint-Quentin tandis que Péronne l'est bientôt, les restes de la 9e armée française et le général Giraud sont faits prisonniers par l'ennemi,.
Le plan britannique dont l'idée d'origine germe lors de la conférence d'Ypres était donc d'effectuer une contre-attaque à partir d'Arras afin de retarder le Blitzkrieg des forces allemandes.

## Ordre de bataille

### Forces alliées
- Royaume-Uni :
  - 5e division d'infanterie (5th Infantry Division) ;
  - 50th Northumbrian Infantry Division ;
  - 1re brigade de chars (1st Army Tank Brigade).

- France :
  - 60 chars de combat de la 3e division légère mécanique.

### Forces allemandes
- Reich allemand :
  - Régiment Grossdeutschland
  - 7e Panzerdivision
  - SS-Totenkopf-Division (motorisée)

## Déroulement de la bataille

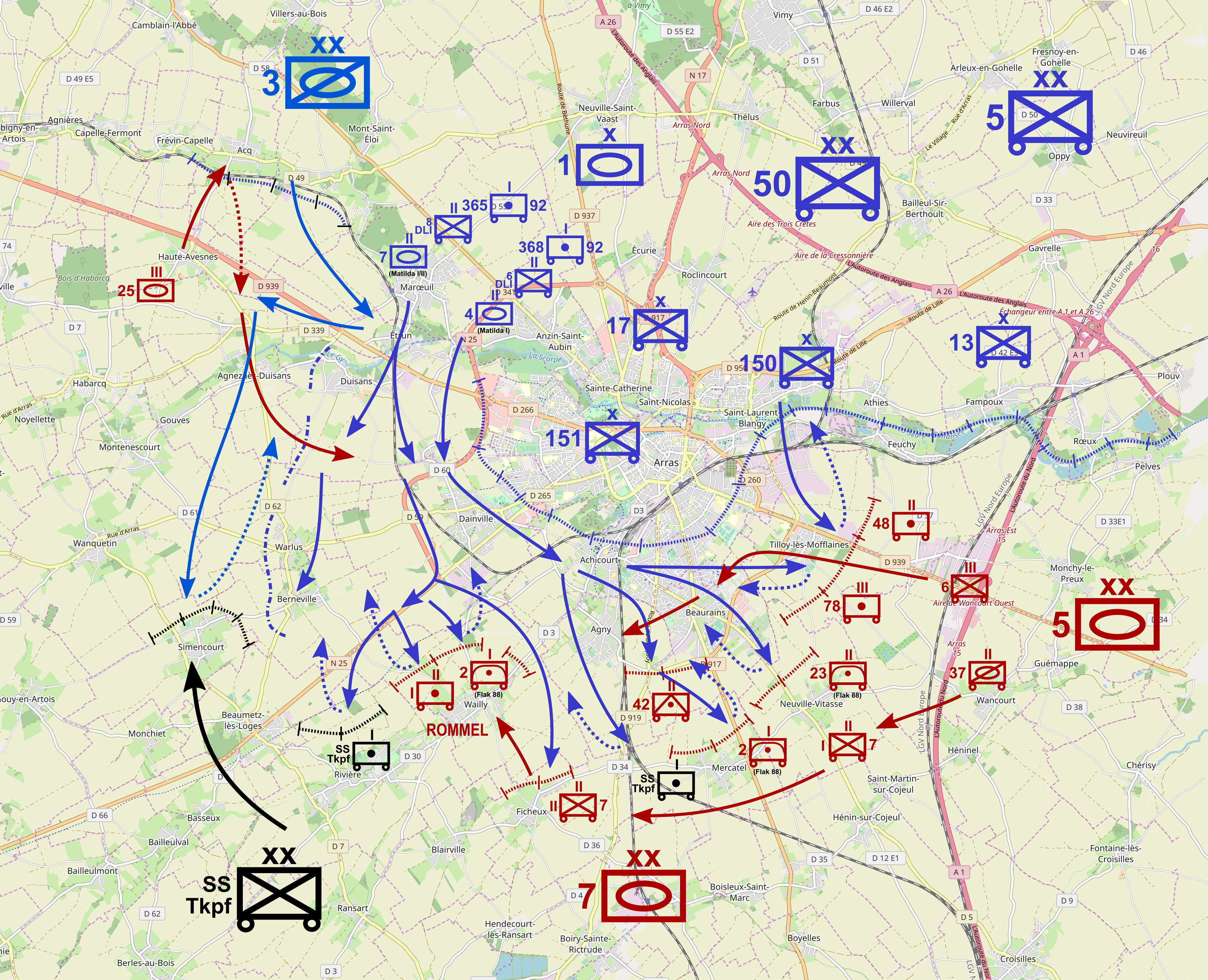
Bataille d'Arras (21 Mai 1940)

Le 21 mai 1940, deux colonnes  (nom de code Frankforce), composées de 58 Matilda Mark I, de 16 Matilda Mark II  et de 14 chars légers Vickers MK VI, soutenus par 2 000 soldats avancèrent vers le sud d'Arras. Parmi les blindés britanniques, les chars Matilda II au blindage de 80mm contre lesquels l’infanterie allemande ne peut rien. Les colonnes progressèrent rapidement rencontrant peu de résistance et faisant des prisonniers. 
Dans le journal de marche de 7e Panzerdivision Rommel écrit : "Même à faible distance, nos propres canons antichars ne sont pas assez efficaces contre les chars lourds des Anglais. Les fronts défensifs que nous avons formés sont percés par les ennemis, les pièces d’artillerie détruites par des tirs ou écrasées, la plupart des artilleurs abattus" (cité par Karl-Heinz Frieser, dans Le Mythe de la Guerre-éclair).
Toutefois, elles se heurtèrent très vite à de l'artillerie lourde (8,8 cm Flak et obusiers 10,5 cm leFH18) et à de l'infanterie. L'avancée britannique fut donc stoppée au prix de lourdes pertes chez les Allemands. 
Les Allemands en profitèrent pour lancer une offensive sur Arras mais furent stoppés par des blindés français de la 3e division légère mécanisée. 60 chars français (SOMUA S35 et H39) attaquent plus à l’ouest vers Dainville. L’attaque est si violente que les lignes d’infanterie allemandes sont percées. A 16 heures, Rommel fait faire demi-tour à ses blindés pour venir en aide à ses fantassins. Les forces françaises firent prisonniers de guerre environ 400 soldats allemands et détruisirent un certain nombre de chars allemands. La riposte française fut si féroce que le commandant en chef de la 7e Panzerdivision, Rommel, estima qu'il avait été attaqué par 5 divisions françaises.
le 7e bataillon de Royal Tank Regiment attaque sur une mauvaise route et à Duisans, il engage le combat contre des chars français qu’il prend pour des Allemands. Des chars Somua français, eux, pensent avoir détruit un barrage de canons antichars allemands, il s’agit en fait d’artilleurs britanniques.
Ce n'est qu'avec le soutien aérien de la Luftwaffe et en utilisant des canons anti-aériens de 88mm en tir tendu que Rommel arriva à repousser les blindés français dans la soirée du 21 mai. Avec 300 interventions aériennes de Stukas, l’attaque est définitivement stoppée vers 20h30 à hauteur de Tilloy et Mercatel.

## Conséquences
Le succès de la contre-attaque française permit à l'armée française d'établir des lignes de défense à l'ouest de Dunkerque. Ainsi, les troupes allemandes arrêtèrent leur progression le 24 mai 1940 sur le fleuve Aa avant de progresser vers Dunkerque, ce qui permit de retarder leur Blitzkrieg de quelques jours.